# Tevita Waranaivalu
Tevita Waranaivalu (16 settembre 1995) è un calciatore figiano, centrocampista del Rewa e della Nazionale di calcio delle Figi.

## Carriera

### Club
Ha sempre giocato nel campionato figiano.

### Nazionale
Ha partecipato alla Coppa d'Oceania nel 2016 e alle Olimpiadi nello stesso anno.